# Limonium alutaceum
Limonium alutaceum är en triftväxtart som först beskrevs av Christian von Steven, och fick sitt nu gällande namn av Carl Ernst Otto Kuntze. Limonium alutaceum ingår i släktet rispar, och familjen triftväxter. Inga underarter finns listade i Catalogue of Life.